# Sri Lanka en los Juegos Paralímpicos de Pekín 2008
Sri Lanka estuvo representada en los Juegos Paralímpicos de Pekín 2008 por cinco deportistas masculinos. El equipo paralímpico esrilanqués no obtuvo ninguna medalla en estos Juegos.